# RUNX1
RUNX1 (англ. Runt related transcription factor 1) – білок, який кодується однойменним геном, розташованим у людей на короткому плечі 21-ї хромосоми. Довжина поліпептидного ланцюга білка становить 453 амінокислот, а молекулярна маса — 48 737.
| 10         |  | 20         |  | 30         |  | 40         |  | 50         |
| ---------- |  | ---------- |  | ---------- |  | ---------- |  | ---------- |
| MRIPVDASTS |  | RRFTPPSTAL |  | SPGKMSEALP |  | LGAPDAGAAL |  | AGKLRSGDRS |
| MVEVLADHPG |  | ELVRTDSPNF |  | LCSVLPTHWR |  | CNKTLPIAFK |  | VVALGDVPDG |
| TLVTVMAGND |  | ENYSAELRNA |  | TAAMKNQVAR |  | FNDLRFVGRS |  | GRGKSFTLTI |
| TVFTNPPQVA |  | TYHRAIKITV |  | DGPREPRRHR |  | QKLDDQTKPG |  | SLSFSERLSE |
| LEQLRRTAMR |  | VSPHHPAPTP |  | NPRASLNHST |  | AFNPQPQSQM |  | QDTRQIQPSP |
| PWSYDQSYQY |  | LGSIASPSVH |  | PATPISPGRA |  | SGMTTLSAEL |  | SSRLSTAPDL |
| TAFSDPRQFP |  | ALPSISDPRM |  | HYPGAFTYSP |  | TPVTSGIGIG |  | MSAMGSATRY |
| HTYLPPPYPG |  | SSQAQGGPFQ |  | ASSPSYHLYY |  | GASAGSYQFS |  | MVGGERSPPR |
| ILPPCTNAST |  | GSALLNPSLP |  | NQSDVVEAEG |  | SHSNSPTNMA |  | PSARLEEAVW |
| RPY        |  |            |  |            |  |            |  |            |

A: Аланін

C: Цистеїн

D: Аспарагінова кислота

E: Глутамінова кислота

F: Фенілаланін

G: Гліцин

H: Гістидин

I: Ізолейцин

K: Лізин

L: Лейцин

M: Метіонін

N: Аспарагін

P: Пролін

Q: Глутамін

R: Аргінін

S: Серин

T: Треонін

V: Валін

W: Триптофан

Кодований геном білок за функціями належить до репресорів, активаторів, фосфопротеїнів. 
Задіяний у таких біологічних процесах, як транскрипція, регуляція транскрипції, ацетилювання, альтернативний сплайсинг. 
Білок має сайт для зв'язування з ДНК, хлоридом. 
Локалізований у ядрі.